# Фтери (Люти рид)
 Тази статия е за правищкото село.  За катеринското вижте Фтери.  
Фтѐри (на гръцки: Φτέρη) е бивше село в Гърция, разположено на територията на дем Кушница, област Източна Македония и Тракия.

## География
Селото е било разположено в малката планина Люти рид (Символо), южно от село Чиста (Фолия).

## История

### В Османската империя
В XIX век Фтери е гръцко село в Правищката каза на Османската империя. Александър Синве ("Les Grecs de l’Empire Ottoman. Etude Statistique et Ethnographique"), който се основава на гръцки данни, в 1878 година пише, че в Птери (Pthéri) живеят 300 гърци.
Съгласно статистиката на Васил Кънчов („Македония. Етнография и статистика“) към 1900 година във Фтиръ живеят 110 гърци.
По данни на секретаря на Българската екзархия Димитър Мишев („La Macédoine et sa Population Chrétienne“) в 1905 година в Фтир (Phtir) има 100 гърци.

### В Гърция
В 1913 година селото попада в Гърция след Междусъюзническата война. В 1913 година има 166 жители. През септември 1916 година, по времето на Първата световна война, в селото нахлува българската армия. Населението на Фтери се изселва в Чиста и Дрезна (Миртофито). Землището е присъединено към това Чиста.
| Година    | 1913 | 1920 | 1928 | 1940 | 1951 | 1961 | 1971 | 1981 | 1991 | 2001 | 2011 | 2021 |
| --------- | ---- | ---- | ---- | ---- | ---- | ---- | ---- | ---- | ---- | ---- | ---- | ---- |
| Население | 166  |      |      |      |      |      |      |      |      |      |      |      |

От селото са запазени старата каменна църква „Свети Георги“ и стар каменен мост.